# MPEG-1
MPEG-1 est une norme de compression vidéo et audio définie par la norme ISO/CEI-11172, élaborée par le groupe MPEG en 1988. Ce groupe a pour but de développer des standards internationaux de compression, décompression, traitement et codage d'images animées et de données audio.
La norme MPEG-1 représente chaque image comme un ensemble de blocs 16 × 16. Elle permet d'obtenir une définition de :
- 352×240 pixels à 30 images par seconde en NTSC
- 352×288 pixels à 25 images par seconde en PAL/SECAM

MPEG-1 permet d'obtenir des débits de l'ordre de 1,2 Mbit/s (exploitable sur un lecteur de CD-ROM).
MPEG-1 permet d'encoder une vidéo grâce à plusieurs techniques :
- Intra coded frames (Frames I, correspondant à un codage interne) : les images sont codées séparément sans faire référence aux images précédentes
- Predictive coded frames (frames P ou codage prédictif) : les images sont décrites par différence avec les images précédentes
- Bidirectionally predictive coded frames (Frames B) : les images sont décrites par différence avec l'image précédente et l'image suivante
- DC Coded frames : les images sont décodées en faisant des moyennes par bloc

MPEG-1, comme ses descendants MPEG-2 ou MPEG-4, comporte plusieurs parties, dont la partie vidéo (Part.2), et la partie audio (Part.3). Cette partie audio se décompose en 3 couches (layers) de complexité et d'efficacité de compression croissantes. La couche MPEG-1 Audio Layer 3, la plus efficace donc, a donné naissance au format de compression audio MP3 (à ne pas confondre avec MPEG-3).
Les fichiers .mpe, .mpeg et .mpg sont des vidéos au format MPEG-1 (ISO/CEI 11172).